# Bülent Ceylan

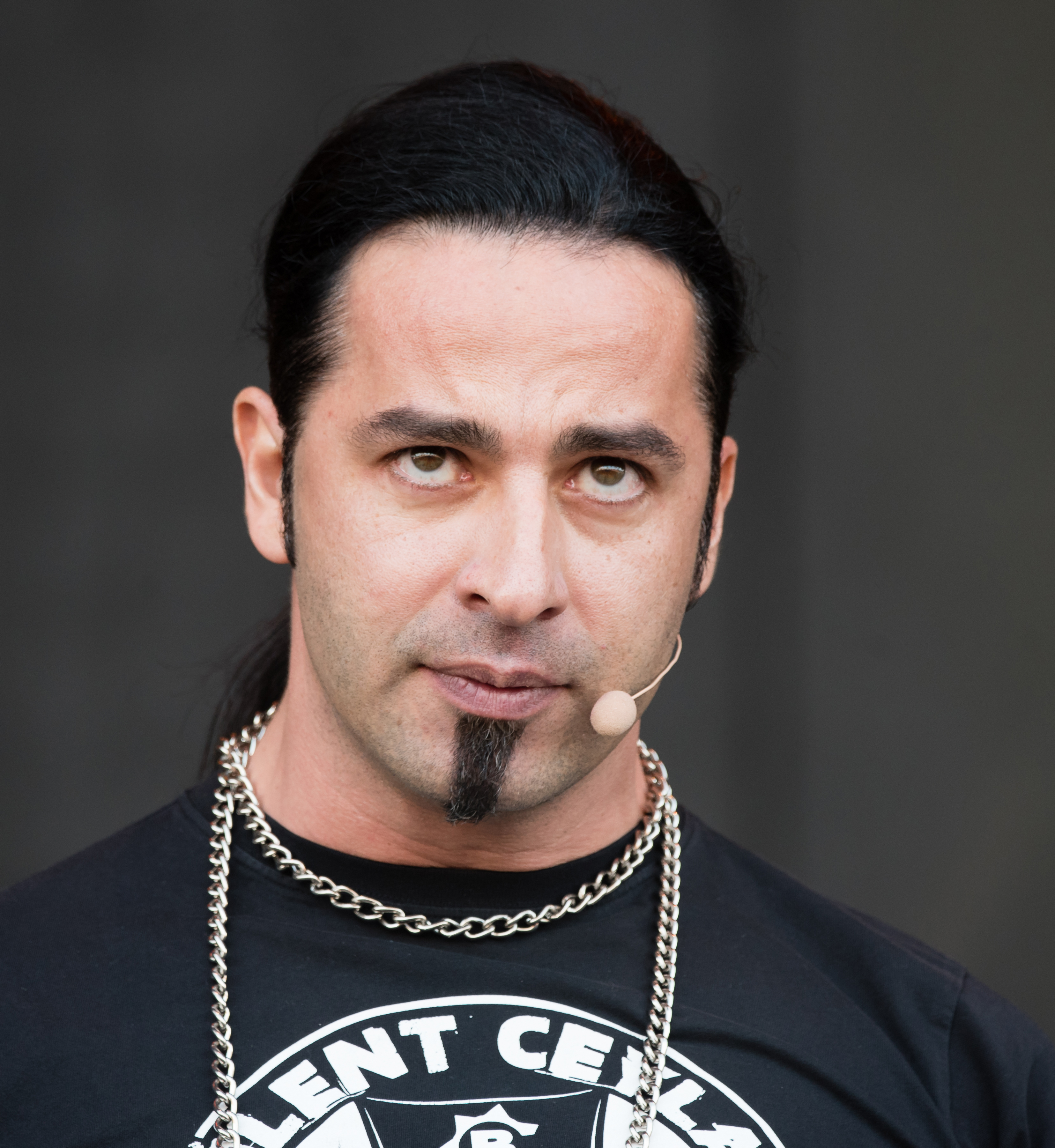
Bülent Ceylan, 2018

Bülent Turan Ceylan (* 4. Januar 1976 in Mannheim) ist ein deutscher Komiker.

## Werdegang
Ceylans Mutter Hilde Merkel ist Deutsche, sein Vater Ahmet Ceylan, der 2012 starb, war Türke. Er hat drei ältere Geschwister. Er besuchte in Mannheim die Friedrich-Ebert-Grundschule im Stadtteil Waldhof und das Ludwig-Frank-Gymnasium. Bereits in der Schule trat er mit Parodien von Prominenten auf. In seiner Kindheit spielte er Geige.
Nach dem Abitur im Jahr 1995 absolvierte er beim Sender VIVA und beim Radiosender RPR1 ein Praktikum. Dort traf er auf den Comedy-Autor der Morningshow Roland Junghans, der für ihn Ende 1998 das Programm Produzier’ mich net! entwickelte. Ceylan hatte die ersten Auftritte auf kleinen Bühnen, studierte ab 1998 Philosophie und Politikwissenschaft, gab das Studium aber zugunsten seiner Bühnenkarriere auf.
1999 folgten das Programm Nou Mässitsch!, weitere Auftritte bei Wettbewerben und die ersten Kontakte zu Thomas Hermanns und der Köln Comedy Schule. Ceylan war damals mit einem „Best Of“ seiner bisherigen Programme bundesweit unterwegs, wieder unter dem Titel Produzier’ mich net!. Im November 2002 startete das Programm Döner for one, mit dem Ceylan (erstmals unter der Regie von Geriet Schieske) den bundesweiten Durchbruch schaffte. In seinen Programmen nimmt Ceylan in verschiedenen Rollen vor allem die Marotten von Deutschtürken und Mannheimern aufs Korn. Er entlarvt Vorurteile und Absurditäten im Umgang der verschiedenen Kulturen untereinander und prangert diese an oder macht sich über sie lustig.

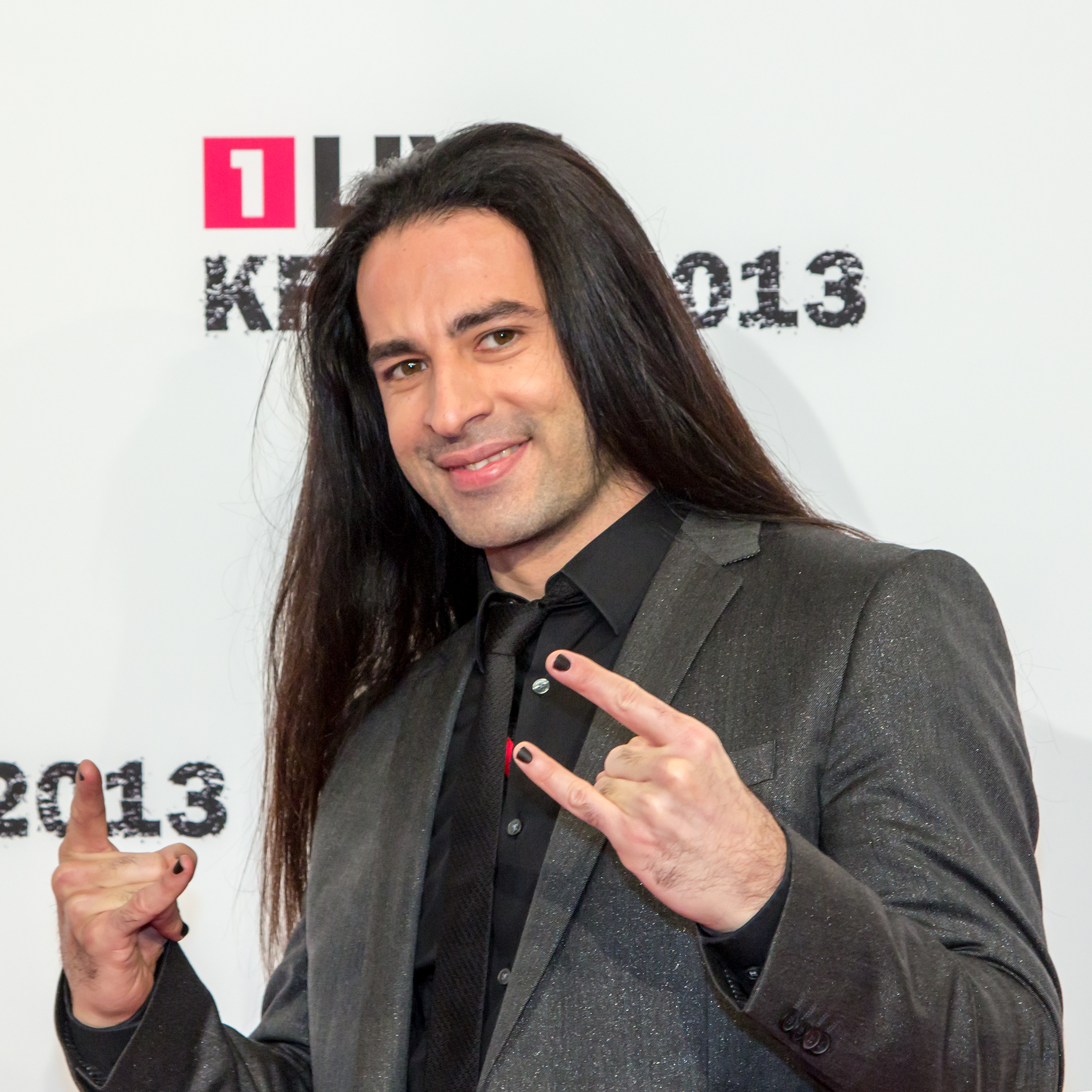
Bülent Ceylan, 2013

Die Premiere seines Programms halb getürkt (zusätzlich mit Textbeiträgen des Kabarettisten Frederic Hormuth) war im Oktober 2005, gesendet im Juli 2006 im ZDF. 2007 folgte Kebabbel net, das von RTL später in der Mannheimer SAP-Arena aufgezeichnet und im September 2009 ausgestrahlt wurde. Im Oktober 2009 erhielt Ceylan den Deutschen Comedypreis in der Sparte Newcomer und im Mai 2010 den CIVIS-Medienpreis für Integration. Gleichzeitig feierte er mit seinem Programm Ganz schön turbülent Premiere und erhielt 2010 den Deutschen Comedypreis als bester Comedian.
2011 startete sein Programm Wilde Kreatürken, das im Sommer 2012 für RTL aufgezeichnet wurde. Es folgte sein Programm Haardrock, das im Januar 2014 in Heidelberg Premiere hatte. Beim Rocco del Schlacko trat er mit der Nu-Metal-Band Korn auf. Im August 2010 trat Ceylan als erster Komiker beim Metal-Festival Summer Breeze auf. Er trat außerdem im August 2011 und Juli 2014 beim Wacken Open Air und im Juni 2012 vor 40.000 Zuschauern in der Commerzbank-Arena in Frankfurt auf.
Im Oktober 2016 nahm Ceylan an Schlag den Star teil, unterlag dort seinem Konkurrenten Fabian Hambüchen. Im März 2018 spielte Ceylan seine erste Hauptrolle im Kinofilm Verpiss dich, Schneewittchen. 2019 nahm er an der ersten Staffel der ProSieben-Sendung The Masked Singer als Engel teil und belegte den 3. Platz. 2021 war er zu Gast in Max Mutzkes Musik-Talkshow Lebenslieder. Im Juli 2021 nahm Ceylan erneut an Schlag den Star teil, musste sich aber auch Jenke von Wilmsdorff geschlagen geben. Im September 2021 veröffentlichte er zusammen mit Astrid Herbold seine Autobiografie mit dem Titel Ankommen. Aber wo war ich eigentlich? Am 5. Oktober 2023 erschien die Single Ich liebe Menschen unter dem Namen Bülent Ceylan & Band.

## Fernsehauftritte
- 2005: Bewegte Männer (Sat.1) (Staffel 3, Episode 12)
- 2005–2007: Hausmeister Krause – Ordnung muss sein (Sat.1) (Folgen 52, 56 und 67)
- 2008: Autoball-EM (ProSieben)
- 2008: Das Baby mit dem Goldzahn
- 2008–2010: Quatsch Comedy Club (Sky) (2 Folgen)
- 2009: Mascerade – Deutschland verbiegt sich (ProSieben) (Jury)
- 2011–2013, 2017: Die Bülent Ceylan Show (RTL)[11][12]
- 2012: RTL Comedy Woche (RTL)
- 2014–2015: Bülent & seine Freunde (RTL) (Moderator)[13]
- 2015–2016: Bülents großer Überraschungsshow (RTL)[14]
- 2015: Das Spiel beginnt! (ZDF) (Gast)
- 2015–2021: Wer weiß denn sowas? (Das Erste) (7 Episoden)
- 2016, 2021: Schlag den Star (ProSieben)[15]
- 2017–2021: Genial daneben (Sat.1)
- 2017–2022: Hirschhausens Quiz des Menschen (Das Erste) (3 Folgen)[16]
- 2017: Wollen wir wetten?! Bülent gegen Chris (RTL)[17]
- 2018: Game of Games (Sat.1) (Moderator)
- 2019: The Masked Singer (ProSieben)[18]
- 2020–2021: 5 Gold Rings (Sat.1)
- 2020–2021: Buchstaben Battle (Sat.1)
- 2020: Genial oder Daneben? (Sat.1) (2 Episoden)
- 2021: Lebenslieder (Das Erste) (Gast)
- 2022: 7 Tage, 7 Köpfe (RTL) (Gast)
- 2022: Deutsche Vorentscheidung zum Eurovision Song Contest (Das Erste) (Gast)
- 2022: Don’t Stop The Music (4-teilige Doku) (ZDF)[19]
- 2022: Luschtobjekt (SWR)[20]
- 2023: Babbel Net! (SWR)[21]
- 2023: ZDF Comedy Sommer (ZDF) (Folge 3)[22]

## Soziales Engagement
Er setzt sich für die Mannheimer Aidshilfe, das dortige Kinderhospiz Sterntaler sowie für verschiedene Anti-Rassismus-Projekte ein, wie beispielsweise Alle Kids sind VIPs und Respekt! Kein Platz für Rassismus. Als Lesebotschafter der Stiftung Lesen wirbt er unter anderem in Fernsehspots für das Lesen. 2017 gründete er die Bülent Ceylan für Kinder Stiftung.

## Privates
Ceylan ist in zweiter Ehe verheiratet und hat vier Kinder. Er ist evangelischer Christ. Mit seiner Familie lebt er in Weinheim.

## Auszeichnungen
- 2001: Bielefelder Kabarettpreis 1. Platz
- 2002: Kleinkunstpreis des Landes Baden-Württemberg
- 2009: Deutscher Comedypreis: Bester Newcomer
- 2010: Civis – Europas Medienpreis für Integration[30]
- 2011: Deutscher Comedypreis: Bester Komiker
- 2011: Bravo Otto: Gold in der Kategorie Comedian
- 2012: Bloomaulorden
- 2012: Verdienstorden des Landes Baden-Württemberg[31]
- 2012: Deutscher Comedypreis: als Erfolgreichster Live-Act
- 2012: Bravo Otto: Gold in der Kategorie Comedian
- 2014: Bravo Otto: Bronze in der Kategorie Bester TV-Star
- 2014: 1LIVE Krone: Comedy-Krone
- 2016: Bambi in der Kategorie Comedy
- 2018: Study Help Bildungs Award[32]
- 2019: Courage Orden des Heimat- u. Carneval-Vereins 1959 e. V. Bürstadt
- 2021: Recklinghäuser Hurz, Hauptpreis Der-Wolf-und-das-Lamm-Hurz[33]
- 2022: Deutscher Fernsehpreis[34]

## Programme
- Produzier’ mich net (Premiere November 1998 Opera Buffa, Mannheim)
- Nou Mässitsch (Premiere November 1999 Opera Buffa, Mannheim)
- Best of: „Produzier’ mich net!“ (ab 2000)
- Döner for one – mit alles (Premiere: 8. November 2002, Capitol, Mannheim)
- Halb getürkt (Premiere: 8. Oktober 2005, Rosengarten, Mannheim)
- Kebabbel net (Premiere: 19. September 2007, Capitol Mannheim)
- Ganz schön turbülent! (Premiere: 8. Oktober 2009, Capitol Mannheim)
- Wilde Kreatürken (Beginn: 5. Oktober 2011, Capitol Mannheim)
- Haardrock (Beginn: 17. Februar 2014, Capitol Mannheim)
- Kronk (Beginn: 4. Februar 2016, Schwarzwaldhalle Karlsruhe)
- Lassmalache (Beginn: 29. Januar 2018, Capitol Mannheim)
- Luschtobjekt (Beginn: 22. Januar 2020, Capitol Mannheim)
- Yallah Hopp! (Beginn: 19. Februar 2024, Capitol Mannheim)

## Diskografie

### Alben
- 2000: Produzier’ mich net! (Eigenproduktion)
- 2003: Döner for one (Blue Cat Print und Music)
- 2006: Halb getürkt (WortArt)
- 2008: Kebabbel net
- 2010: Ganz schön turbülent
- 2014: Nichts Besonderes (Ceylan Records)
- 2024: Ich liebe Menschen (Onefourall Music)

### Singles
- 2023: Ich liebe Menschen (Onefourall Music)
- 2024: Brüder (feat. Saltatio Mortis)
- 2024: Wenn Metaller traurig sind

### Videoalben

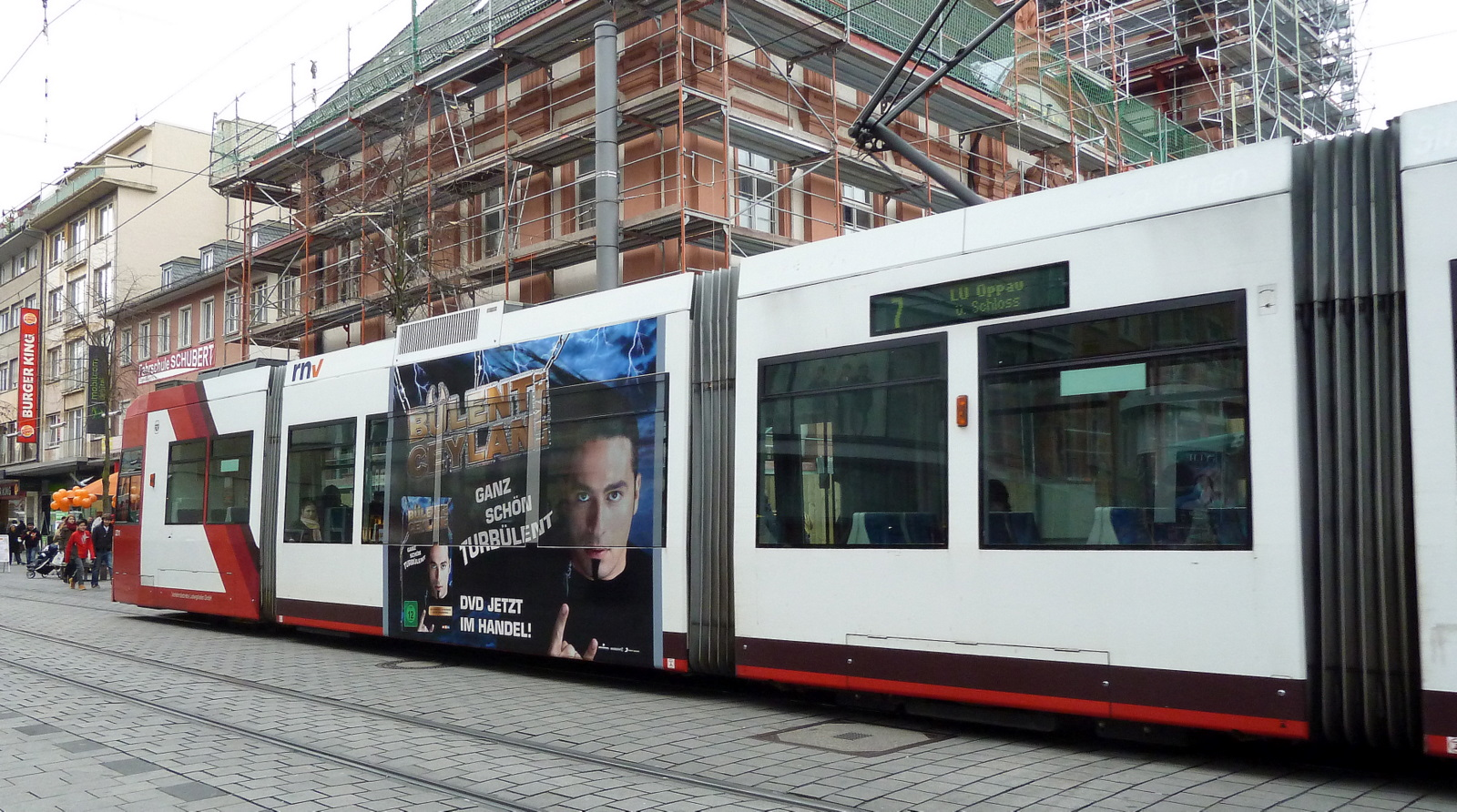
Werbung für Bülent Ceylans DVD auf einer Straßenbahn in Mannheim

- 2006: Halb getürkt (WortArt), DE: Gold[36]
- 2009: Bülent Ceylan live, Mannheim, DE: Gold
- 2010: Ganz schön turbülent, DE: Gold
- 2012: Die Bülent Ceylan Show
- 2012: Live Doppelbox (Live und Ganz schön turbülent)
- 2012: Wilde Kreatürken, Frankfurt
- 2014: Haardrock, Open Air Mannheim
- 2016: Kronk, Saarbrücken

### Lieder
- 2014: Alta, zusammen mit Eko Fresh als MC Hassan auf dem Album Deutscher Traum

## Filmografie
- 2018: Verpiss dich, Schneewittchen
- 2021: Otto Fröhliche – Advent, Advents mit Otto und Friends
- 2021: Das Traumschiff: Schweden

## Buch
- Bülent Ceylan/Astrid Herbold: Ankommen. Aber wo war ich eigentlich? Fischer Taschenbuch, Frankfurt am Main 2021, ISBN 978-3-596-70660-0.
- Bülent Ceylan: Yallah, Mord! Eine Krimikomödie, edition a, Wien 2024, ISBN 978-3-99001-753-1.[37]

## Hörbücher (Auswahl)
- 2019: Die Wahrheit über Deutschland, Pt. 13 Autoren und Sprecher: Bülent Ceylan, Nektarios Vlachopoulos, René Sydow, Sebastian Pufpaff, Dieter Nuhr, Hagen Rether, Stefan Waghubinger, Wilfried Schmickler, Anny Hartmann, Urban Priol, HG. Butzko, Fatih Cevikkollu, Philip Simon, Verlag: WortArt, 2019 WortArt/Maritim
- 2021: Ankommen: Aber wo war ich eigentlich?, Argon Verlag, ISBN 978-3-8398-1931-9 (Autorenlesung)